# Alexandre Ubelesqui
Alexandre Ubelesqui (ou Ubeleski ou Ubieleski, parfois simplement nommé Alexandre), né à Paris en 1649, et mort dans la même ville le 21 avril 1718, est un peintre français actif principalement pendant le règne de Louis XIV et membre de l'Académie royale de peinture et de sculpture.
Peintre d'origine polonaise d'après Pierre Rosenberg et Barbara Hryszko, il a été identifié à tort comme un peintre d'origine génoise par Auguste Jal qui indique que dans son acte de mariage, il est écrit fils d'Alexandre Ubeleschi, bourgeois de Paris et de Jeanne Gabrielle. La graphie de son nom est très variable suivant les documents consultés. Charles Le Brun l'appelle Alexandre et c'est sous ce nom qu'il est désigné dans les procès-verbaux de l'Académie royale de peinture et de sculpture.

## Biographie
Élève de Charles Le Brun qui marque fortement son style, Ubelesqui participe au concours du Prix de Rome le 28 mars 1671, et reçoit le deuxième prix. Il remporte le premier prix lors du concours du Prix de Rome le 11 juin 1672 avec une toile représentant Le Divertissement donné au roi par la ville de Dunkerque. Le 29 octobre 1672, l'Académie se réunie pour juger des progrès des étudiants, Alexandre Ubelesqui, Jean-Baptiste Jouvenet, Charles-François Poerson, Michel Monier, Jean Tortebat. Elle décide qu'ils sont en état de poursuivre leurs études en Italie suivant la décision du roi. Il fait le voyage à Rome avec Noël Coypel, et séjourne dans la cité pontificale pendant presque dix ans.
Il est élu membre de l'Accademia di San Luca en 1678, et peint la coupole de l'église Saint-Marie-Transpontine à Rome. Il est de retour à Paris et se marie le 14 juillet 1681 à l'église Saint-Germain-l'Auxerrois avec avec Barbe Fossier, fille de Daniel Fossier. Il est reçu membre de l'Académie royale de peinture et de sculpture le 30 janvier 1682, avant de devenir professeur adjoint à l'Académie en 1692, puis professeur titulaire en 1695.
Dès son retour en France, il reçoit la commande prestigieuse pour le May de Notre-Dame de l'année 1681 (Le Baptême du Christ, perdu), et devra aussi réaliser le May de l'année 1691 (Le Christ guérissant les malades, Paris, musée du Louvre). Il reçoit de nombreuses commandes royales, et participe à plusieurs grands chantiers décoratifs de la fin du siècle : il réalise vers 1684 la peinture de La Poésie (connue par la gravure), destinée à orner la voussure du plafond du cabinet des Beaux-Arts de Charles Perrault, rue Neuve-des-Bons-Enfants, aux côtés de nombreux autres artistes de l'Académie (décor aujourd'hui détruit).
Il peint en 1687 La Distribution du blé et du pain qui se fait au Louvre pendant la disette de 1682 pour le décor éphémère dressé pour la cérémonie d'action de grâce organisée pour la guérison du roi à l'église de l'Oratoire de la rue Saint-Honoré. Il réalise des panneaux représentant des Danses de nymphes et de satyres, peints vers 1686 pour servir de cartons à la Tenture des Sujets de la Fable commandée par Louvois en 1684. Il peint en 1686 le Mariage de la Vierge (perdu) pour l'église Notre-Dame de Versailles, et exécute deux tableaux pour le réfectoire du Couvent des Petits-Père (couvent des Augustins) à Paris.
Vers 1700, il participe aux travaux de décors du château de Meudon, pour lequel il réalise un dessus-de-porte pour le cabinet des miroirs du premier étage (Moïse défendant les filles de Jethro). En 1701 il participe aux embellissements de la Ménagerie de Versailles en peignant deux panneaux illustrant le mythe de Minerve et Arachné (aujourd'hui à Fontainebleau, musée national du château) pour les appartements de la duchesse de Bourgogne.